# Breda A.4
Il Breda A.4, citato anche come Breda A4, era un aereo da ricognizione ad ala alta a parasole prodotto dall'azienda italiana Società Italiana Ernesto Breda negli anni venti.
Commercializzato sia per il mercato civile, come aereo da turismo, che per quello militare, venne adottato anche dalla Regia Aeronautica che lo utilizzò nelle sue scuole di volo per l'istruzione al conseguimento del primo brevetto di pilota.

## Storia

### Sviluppo
Il prototipo apparve nel 1924.

## Descrizione tecnica
L'A.4 era un velivolo dall'aspetto, per il periodo, tradizionale: monomotore biplano a due posti affiancati e carrello fisso.
La fusoliera era caratterizzata da un unico abitacolo aperto a posti affiancati, destinati all'allievo pilota ed all'istruttore, dotato di doppi comandi e protetto da un parabrezza. Posteriormente terminava in una coda dall'impennaggio tradizionale monoderiva ed i piani orizzontali controventati.
La configurazione alare era biplana, con ala superiore ed inferiore allineate, la prima posizionata alta a parasole, collegata alla fusoliera da due coppie di montanti centrali, la seconda bassa sulla fusoliera, collegate tra loro da due coppie di montanti per lato integrate da tiranti in filo d'acciaio, ed un castello centrale tubolare. Entrambe le ali erano dotate di alettoni.
Il carrello d'atterraggio era fisso ed integrato posteriormente da un pattino di coda.
La propulsione era affidata ad un motore Colombo 110/D da 130 CV (95,6 kW) abbinato ad un'elica bipala in legno a passo fisso.
I velivoli vennero utilizzati anche dalla Scuola di Volo dall'Accademia Aeronautica che aveva sede all'Aeroporto di Capua.

## Versioni
A.4
versione di produzione in serie, addestratore biposto, motorizzato con un Colombo 110/D da 130 CV (95,6 kW).
A.4 H.S.
versione equipaggiata con motore Hispano-Suiza.
A.4 H.S. idro
versione idrovolante a scarponi.

## Utilizzatori
Italia
- Regia Aeronautica